# Іглиця північна
Іглиця північна (Syngnathus fuscus) — вид морських іглиць, що мешкає в північно-західній Атлантиці від затоки Св. Лаврентія в Канаді до північно-східної Флориди в США і північно-західної Мексиканської затоки. Морська \ прісноводна демерсальна амфідромна риба, що сягає 30.0 см довжиною. Зустрічається на глибинах 5-366 м.